# Sorel Etrog
Sorel Etrog, (Iași, 29 de agosto de 1933 - Toronto, 26 de febrero de 2014) fue un escritor, filósofo y escultor canadiense de origen rumano e israelí. Se especializó en la escultura contemporánea. Los trabajos de Etrog exploran la experiencia en primera persona de la Segunda Guerra Mundial. La renovación de tradiciones escultóricas en el arte moderno, como el uso del bronce como medio; y la oposición entre lo mecánico y lo orgánico.

## Biografía
En 1933, la formación artística formal de Etrog comenzó en 1945. En 1950, su familia emigró a Israel, donde a partir de 1953 estudió en el Instituto de Pintura y Escultura de Tel Aviv. Su primera exposición individual en Tel Aviv en 1958 le valió una beca en el  Museo de Arte de Brooklyn en Nueva York (1958-1963). En 1959, un encuentro en Toronto con el coleccionista Samuel Zacks dio a Etrog a exponer por primera vez en Canadá, en la Gallery Moos de Toronto. Dejó Nueva York por Toronto en 1963, Etrog se convirtió en ciudadano canadiense. Después de trasladarse a Florencia en 1965, comenzó a fundir sus esculturas en la Fundición Michelucci, en Pistoia, y continuaría haciéndolo durante el resto de su carrera. Durante este tiempo, Etrog visitó con frecuencia a su familia en Israel. En uno de sus viajes conoció a su futura esposa, Lika Behar, una diseñadora de moda, que se mudó a Florencia para vivir con él. Sin embargo, un accidente automovilístico que dejó a Etrog gravemente herido lo llevó a él y a Behar a dejar Florencia en 1967 y trasladarse a Toronto, donde se casaron.

## Carrera
El trabajo de Etrog está representado en las principales capitales y ciudades de todo el mundo. Recibió varias comisiones importantes, incluidas las de la Expo 67, Montreal; SunLife Centre, Toronto; Jardín de esculturas de Windsor, Windsor, Ontario; Museo de Arte del Condado de Los Ángeles; y Olympic Park en Seúl, Corea del Sur. Su encargo para los Juegos Olímpicos de Verano de 1988 en Seúl, titulado "Powersoul", es su obra más importante. En 1966, las piezas de Etrog, junto a otras como Alex Colville y Yves Gaucher, representaron a Canadá en la Bienal de Venecia. En 1968 Etrog fue encargado de diseñar el Canadian Film Award que originalmente iban a ser nombrados como "Etrog" aunque finalmente fue llamado como "Genie Award".
Etrog también es conocido por sus escritos y obras de teatro publicadas, poesía y no ficción. De sus muchas colaboraciones, las más aclamadas son las ilustraciones de sus libros para Eugène Ionesco y Samuel Beckett a finales de la década de los 60. Etrog y Marshall McLuhan colaboraron en la publicación "Spiral", extraída de la película de Etrog del mismo título que se emitió en la televisión Canadian Broadcasting Corporation (CBC]) en 1975.
Se han escrito numerosas reseñas, artículos, monografías y textos de catálogos sobre Etrog, incluido el completo libro de texto de Pierre Restany publicado por Prestel 2001. En marzo se exhibió una importante exposición de pinturas y dibujos de Etrog desde la década de los 60 hasta 2008 en la Galería Buschlen Mowatt, Vancouver. La Galería de Arte de Ontario presentó una importante retrospectiva del trabajo de Etrog en 2013, que coincidió con su ochenta cumpleaños.

## Trabajos

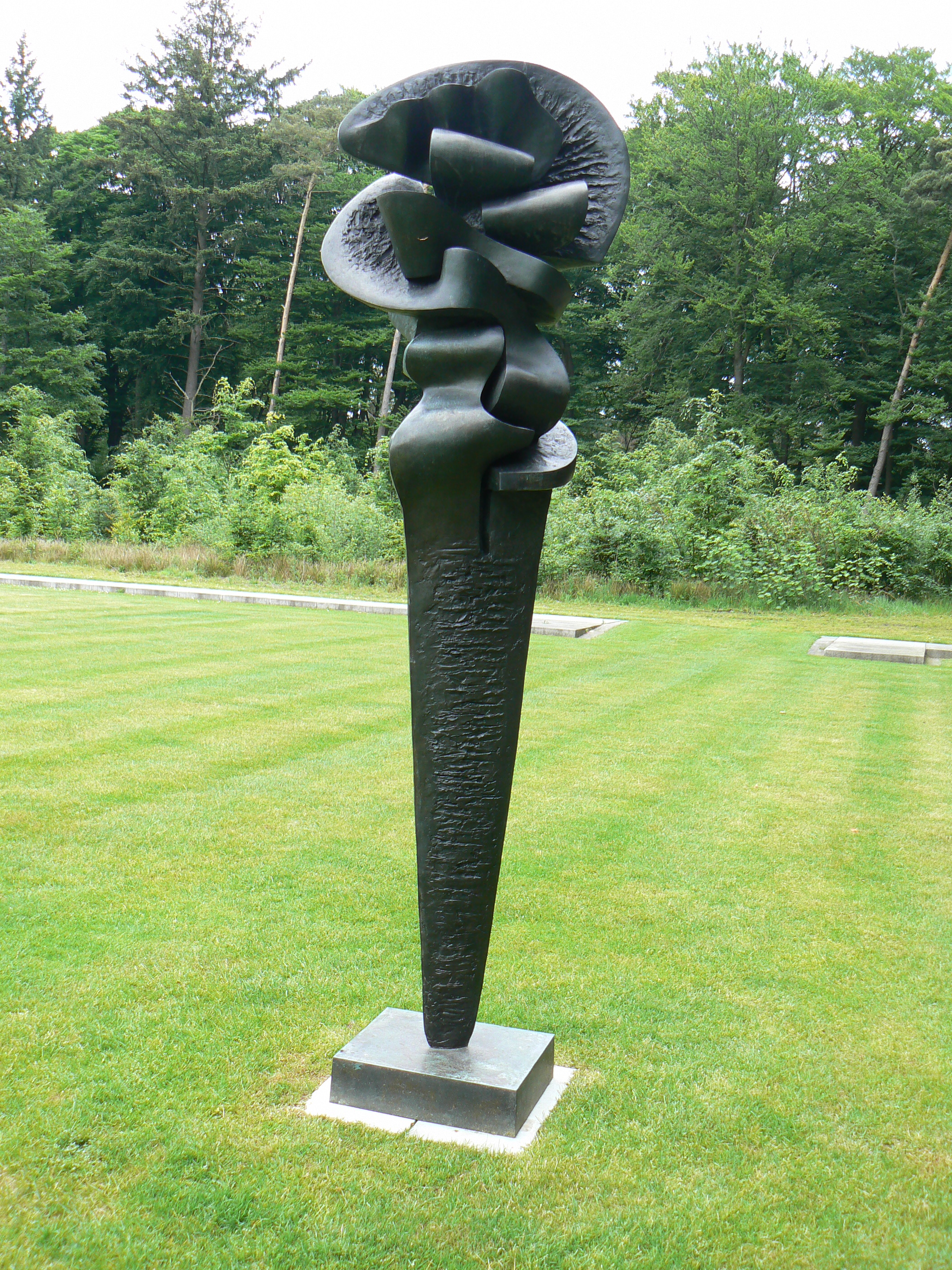
Sorel Etrog's Complexes of a young lady (1960/62)
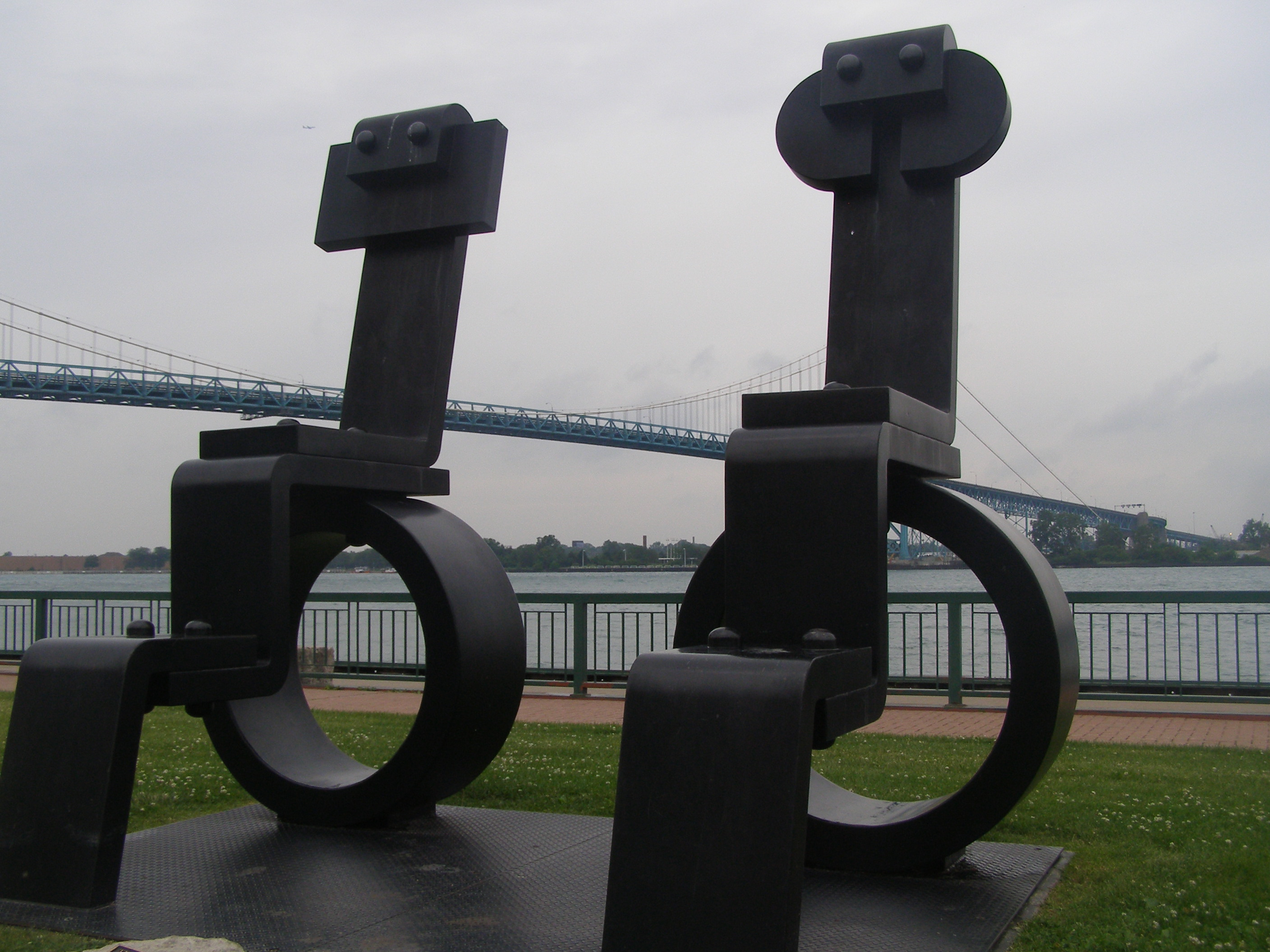
Sorel Etrog's sculpture in Odette Sculpture Park Windsor Canadá.
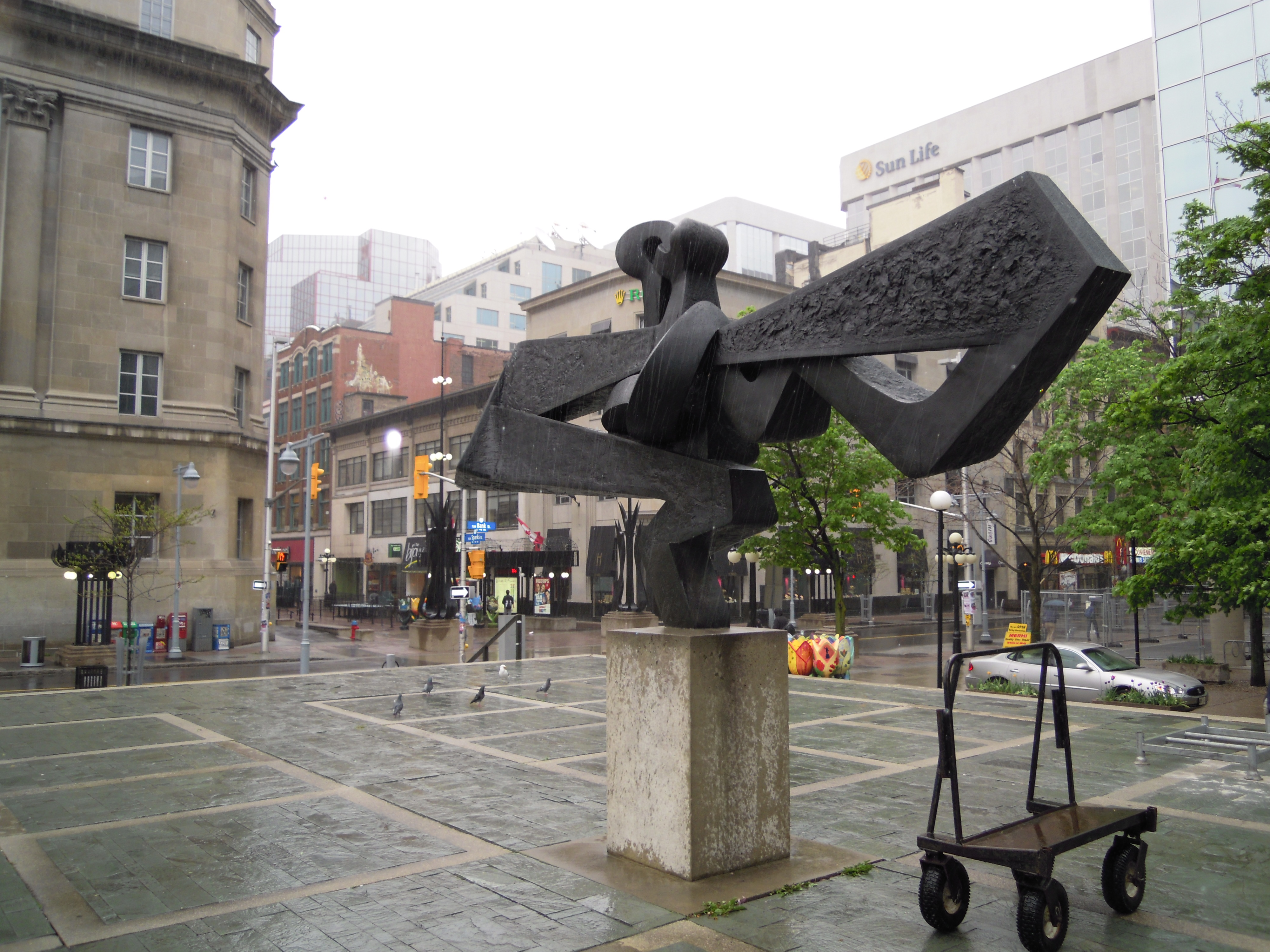
Sorel Etrog's sculpture Flight was commissioned by the Pavilion of Canada, Expo 67, and is now part of the Bank of Canada collection.
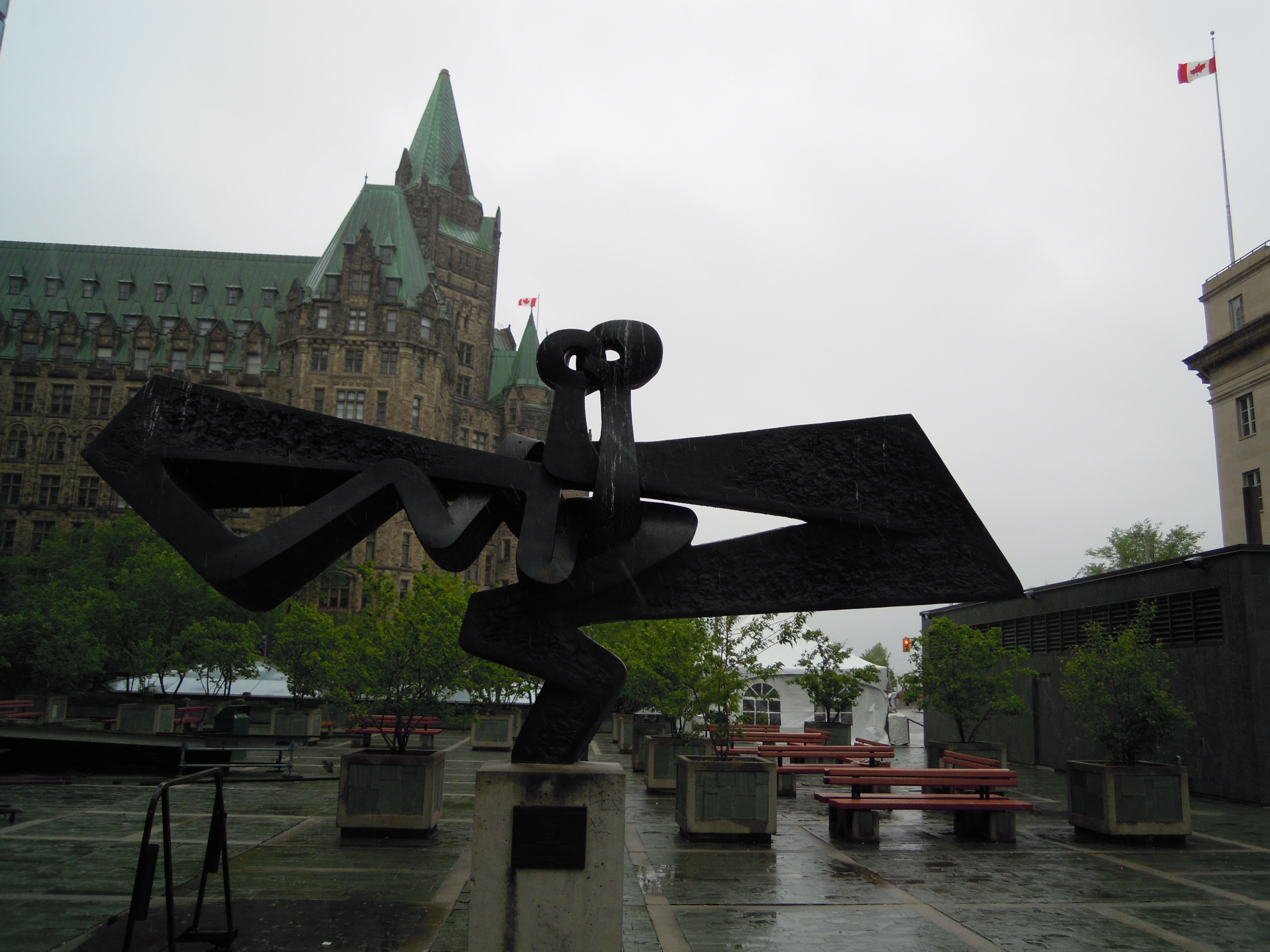
Sorel Etrog's sculpture Flight was commissioned by the Pavilion of Canada, Expo 67, and is now part of the Bank of Canada collection.
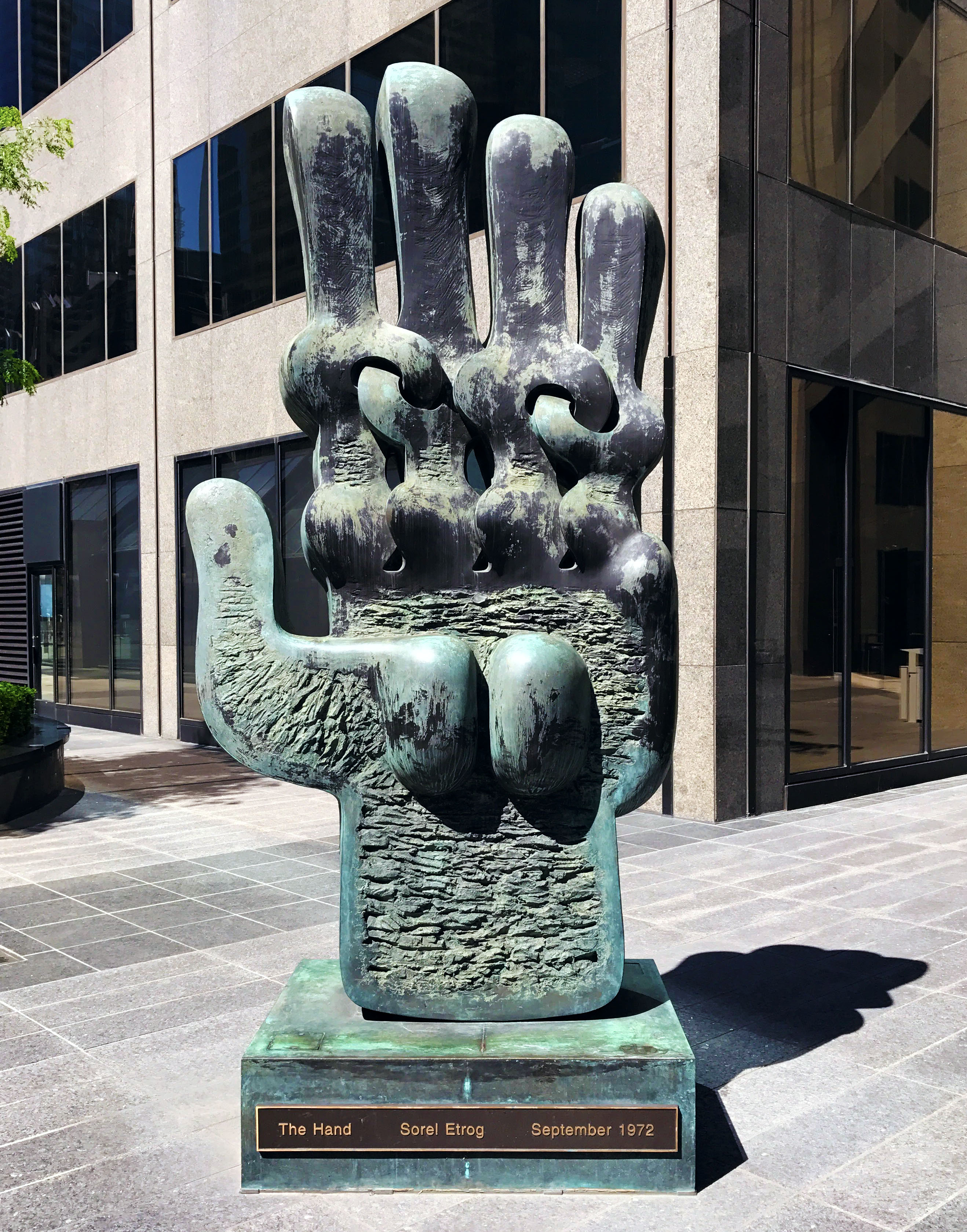
Sorel Etrog's The Hand in Toronto (1972)

## Honores
- Member of the Order of Canada, 1994
- Chevalier of the Ordre des Arts et des Lettres, Government of France, 1996
- Royal Canadian Academy of Arts[6]